# Chatham-Kent

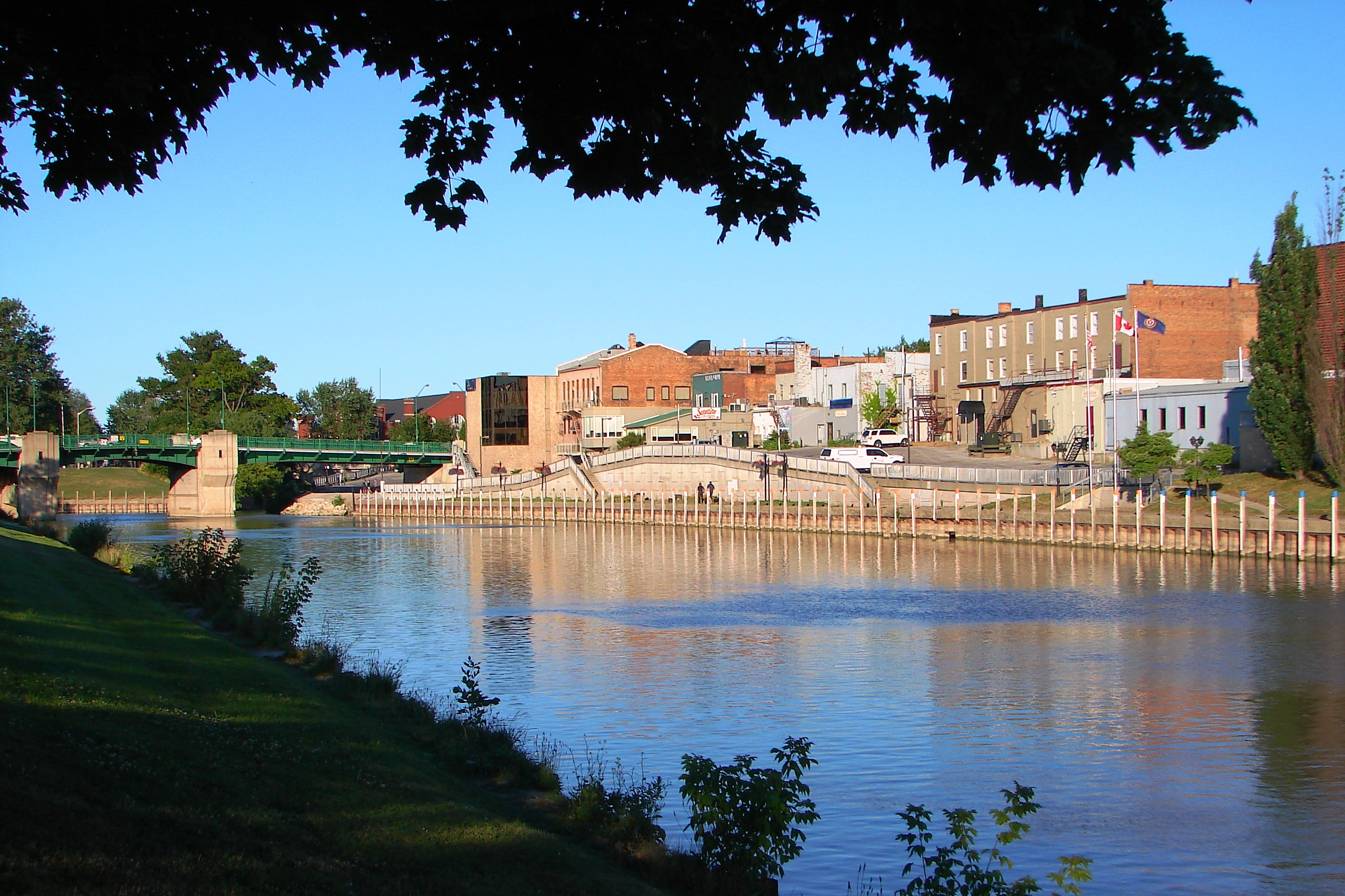
Chatham

Chatham-Kent é uma municipalidade da província canadense de Ontário. Localizada entre o Lago Huron e o Lago Ontário, e a leste de Windsor e a oeste de Hamilton, Chatham-Kent possui uma população de aproximadamente 112 mil habitantes.